# Villoncourt
Villoncourt è un comune francese di 100 abitanti situato nel dipartimento dei Vosgi nella regione del Grand Est.

## Storia

### Simboli
Lo stemma è stato adottato il 6 gennaio 2025. È raffigurato il ponte sul fiume Durbion; il bidone per il latte fa riferimento al soprannome degli abitanti di Villoncourt chiamati les pots de camp, la croce sottolinea l'appartenenza alla Lorena, le croci di Malta nel capo ricordano la  presenza di una commanderia dell'Ordine degli Ospitalieri di San Giovanni di Gerusalemme nel territorio del comune.

## Società

### Evoluzione demografica
Abitanti censiti